# Nyaungshwe
Nyaungshwe är en stad i Myanmar. Den ligger i delstaten Shan, i den centrala delen av landet, 130 km nordost om huvudstaden Naypyidaw. Nyaungshwe ligger 889 meter över havet och folkmängden uppgick till cirka 16 000 invånare vid folkräkningen 2014.

## Geografi
Terrängen runt Nyaungshwe är varierad. Runt Nyaungshwe är det ganska tätbefolkat, med 129 invånare per kvadratkilometer. Närmaste större samhälle är Taunggyi, 18 km nordost om Nyaungshwe. Trakten runt Nyaungshwe består till största delen av jordbruksmark.